# Spinaria eburata
Spinaria eburata är en stekelart som beskrevs av Van Achterberg 2007. Spinaria eburata ingår i släktet Spinaria och familjen bracksteklar. Inga underarter finns listade i Catalogue of Life.